# Kupeornis
Kupeornis is een geslacht van vogels uit de familie Leiothrichidae.